# 郡山城 (摂津国)
郡山城（こおりやまじょう）は、大阪府茨木市にあった日本の城。

## 概要
郡山城主の郡正信は高槻城城主和田惟政の家臣で、郡村、中河原村、宿河原村、上野村、下井村、五ヶ市村、七ヶ村を領地にしていたようである。郡山城の沿革についてはほとんどが不明で、いつ築城され、いつ廃城になったのか解っていない。白井河原の戦いで和田惟政、池田勝正の連合軍と荒木村重、中川清秀連合軍が戦ったが、その時荒木・中川連合軍が郡山の馬塚という地域に陣取したが、それは郡山城の事を指しているのではなく、ここから北へ約200m先の「本頂寺」周辺との指摘もある。
また「信長公あま（尼崎）より郡山へ御参陣なり」（『信長記巻十一』）と記載があり、この城との関連性が言われている。また「郡山砦の構築は秀吉が担当」とされており、有岡城の戦いで攻城軍として豊臣秀吉がこの城の修築したとしている。また吹田城の13支城のひとつとして記載されている（『摂津志』）。

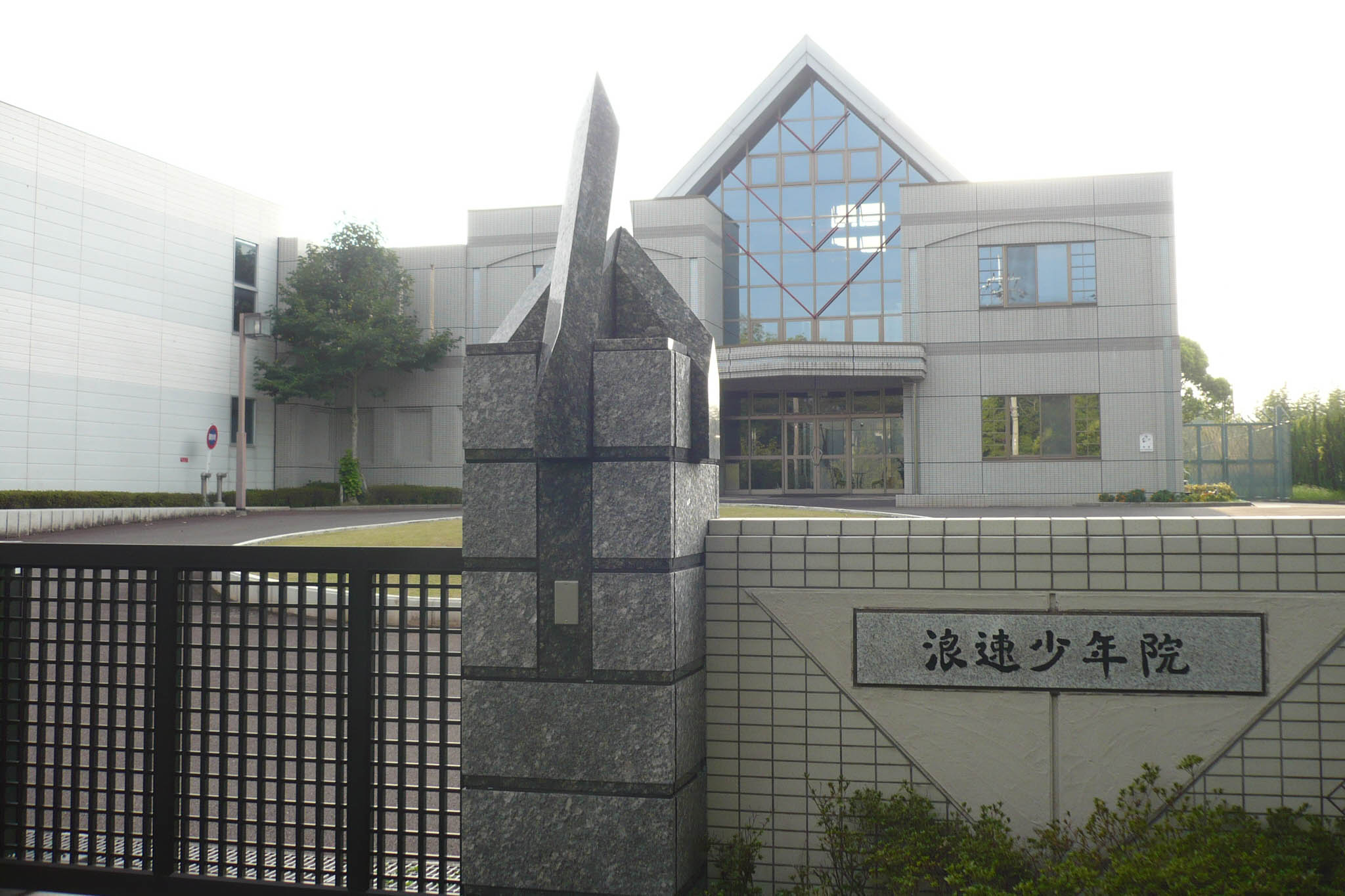
浪速少年院

城郭についても不明な点が多いが、明治時代初期に作成されたと思われる『東摂城址図誌』に郡山城の絵図がある。これによると城跡とされる部分は南北六十間（約110m）、東西六十七間（約120m）あり、現在の浪速少年院の大半が郡山城跡と推定されている。またこの『東摂城址図誌』には約三分の一が「山地」、約三分の一が「畠地」、約三分の一が「田地」とあり、この時にはすでに城跡としても消失し、一部が田畑化していたと思われている。浪速少年院は小高い丘の上にあり、このような場所が城郭として選地された。
また、茨木市教育委員会が建てた案内看板の下に、郡山城で使用されていたと思われる石垣の石が置いてある。これは大正11年（1922年）に浪速少年院の工事中に大量の石垣が発見され、その中に郡家の家紋と推定されている、三ツ鱗や三ツ星の刻印された石も出土した。またこの周辺には「城の内」、「門口」など城跡を思わせる地名が残っている。

## 城跡へのアクセス
- 電車でのアクセス

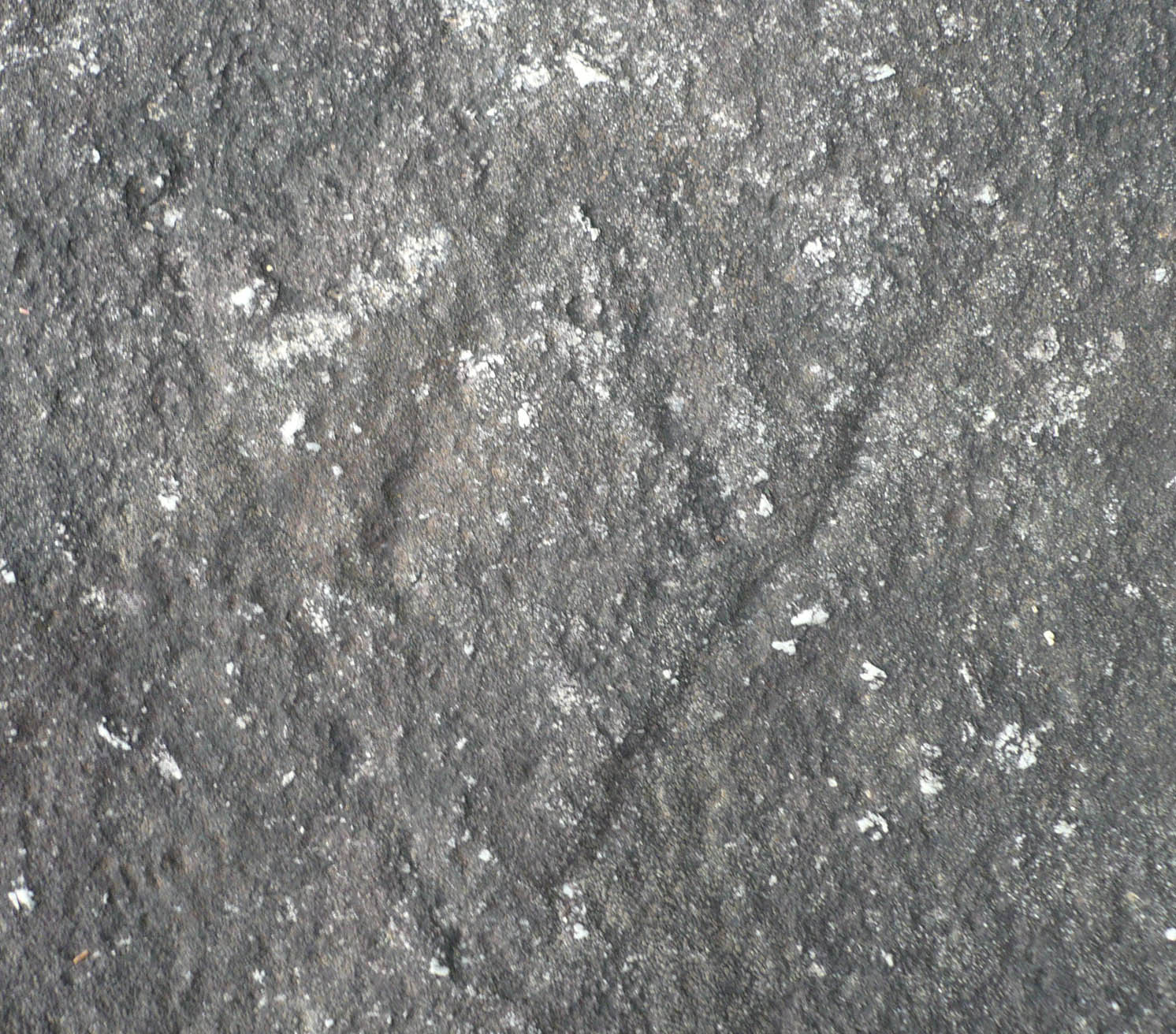
三ツ鱗の刻印/上下が逆になっている

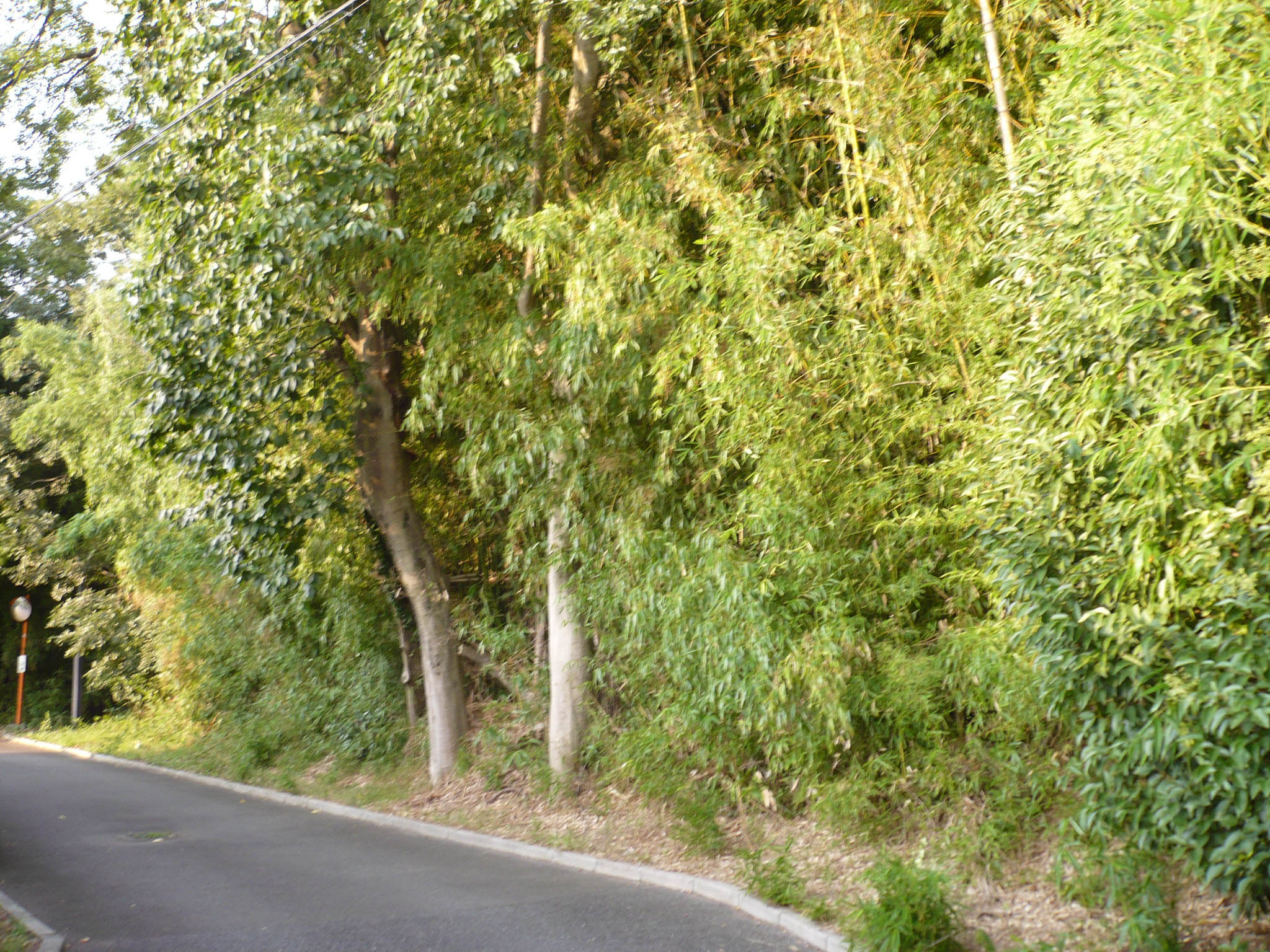
現在の郡山城/少し高い台地状に築城されたと思われている

  - JR茨木駅（JR京都線）から阪急バス郡山団地下車、徒歩約10分
- 車でのアクセス
  - 名神高速道路茨木IC出口周辺
  - 周辺に駐車場無し